# Werkstattschiff

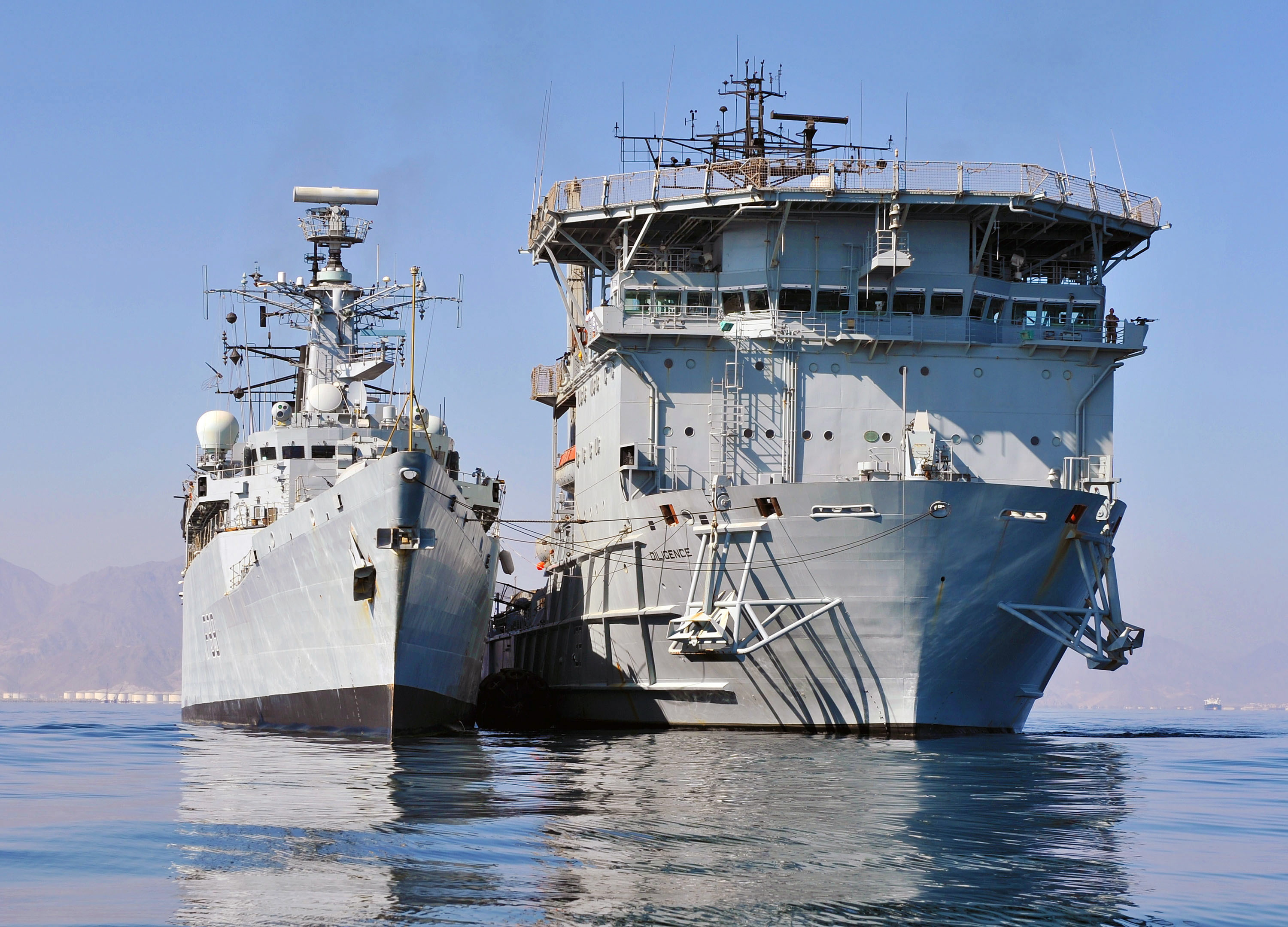
Britisches Werkstattschiff RFA Diligence mit der Fregatte HMS Cornwall längsseits

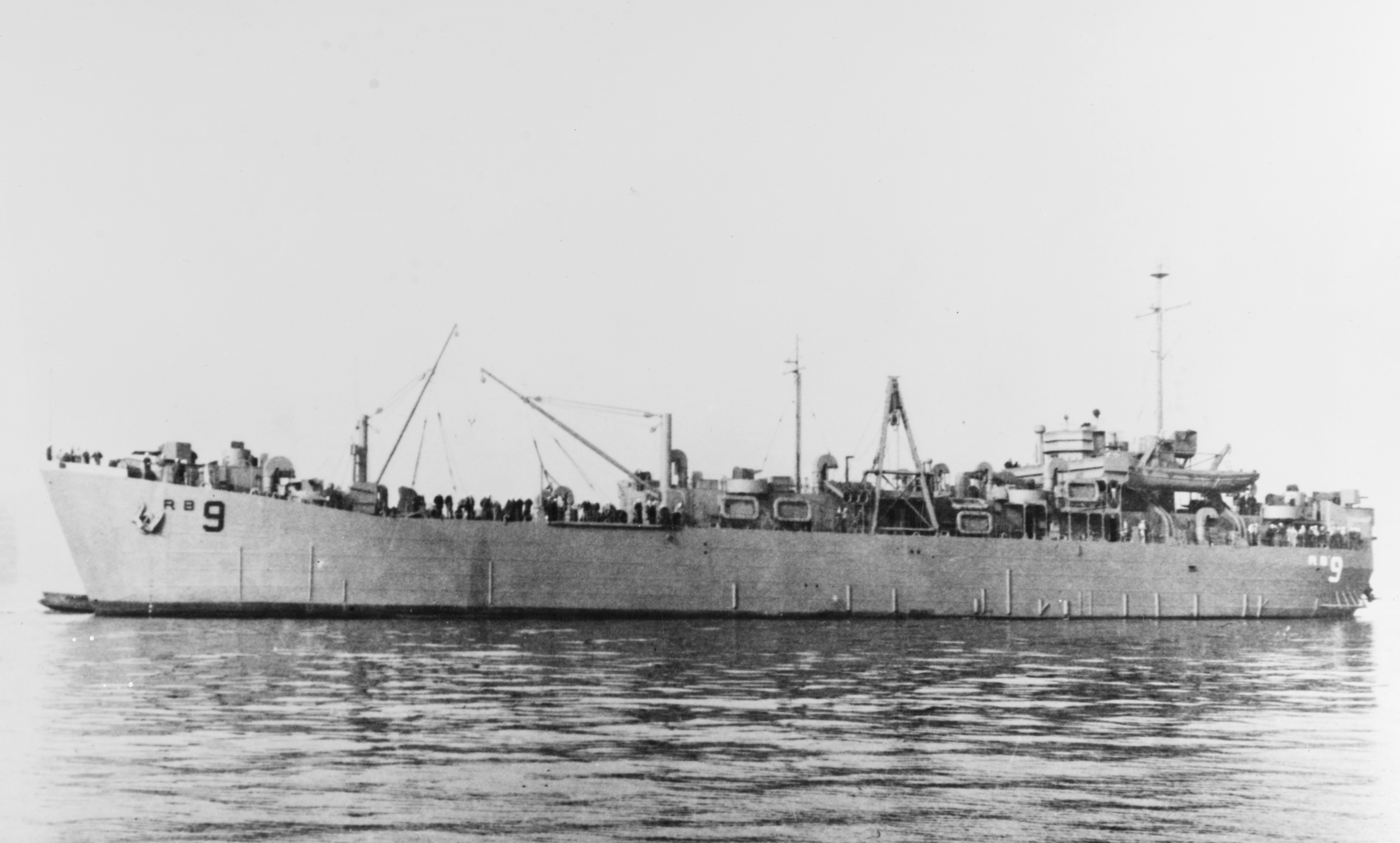
Das amerikanische Werkstattschiff USS Ulysses (ARB-9), das später als Odin an die Bundesmarine abgegeben wurde

Ein Werkstattschiff ist ein Hilfsschiff, dessen Hauptaufgabe die Reparatur von Schiffen oder Flugzeugen ist. Schiffe, die nicht allein auf Reparaturen spezialisiert sind, sondern daneben weitere Unterstützungsaufgaben haben, werden als Tender oder Begleitschiff bezeichnet.
Werkstattschiffe gibt es in Seestreitkräften, Schifffahrtsbehörden, bei Werften und in privaten Schifffahrtsunternehmen.

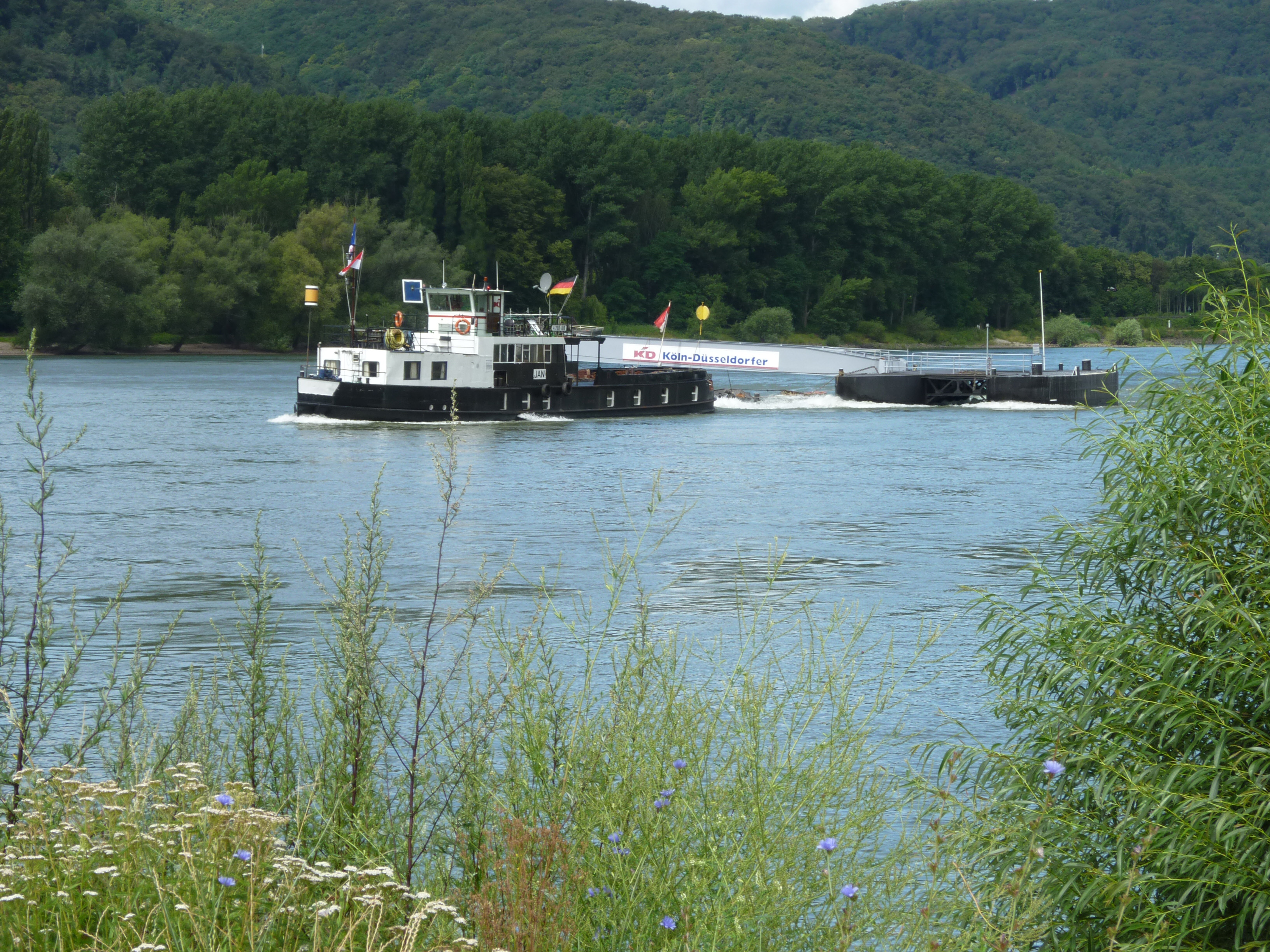
Das Werkstattschiff Jan der Köln-Düsseldorfer

In der Bundesmarine gab es zwei Werkstattschiffe mit den Namen Odin und Wotan, die dem Marinearsenal in Olpenitz und Wilhelmshaven zugeordnet waren. Sie wurden nach 1990 außer Dienst gestellt.